# 나카무라 다다시
나카무라 다다시(일본어: 中村 忠, 1971년 6월 10일 ~ )는 일본의 전 축구 선수이다.

## 구단 경력
1990년 일본 사커 리그의 요미우리(베르디 가와사키)에 입단했다. 1999년까지 177경기에 출전하여, 4득점을 넣었다. 4번의 리그 우승을 차지했다. 1999년 우라와 레즈로 이적했다. 2000년 교토 퍼플 상가로 이적했다. 2004년후 현역 은퇴.

## 국가대표팀 경력
그는 1995년 2월 15일 오스트레일리아과의 경기에서 일본 국가대표팀에 데뷔했다. 그는 1998년까지 국제 A매치 통산 16경기에 출전했다.

## 통계
| 일본 | 일본 | 일본 |
| 연도 | 출전 | 득점 |
| ---- | ---- | ---- |
| 1995 | 3    | 0    |
| 1996 | 4    | 0    |
| 1997 | 8    | 0    |
| 1998 | 1    | 0    |
| 통산 | 16   | 0    |